# 奧斯內斯
奧斯內斯（挪威語：Åsnes）是挪威的一個市镇，位於内陆郡，行政中心为弗利薩村。市镇面积为1,041平方公里，人口数量为7,581人（2004年），人口密度为每平方公里8人。